# Borolete
Borolete ist ein osttimoresischer Ort im Suco Cotolau (Verwaltungsamt Laulara, Gemeinde Aileu).

## Geographie und Einrichtungen
Das Dorf Borolete liegt im Südwesten der Aldeia Ornai, in einer Meereshöhe von 798 m. Die Siedlung erstreckt sich etwa über einen Kilometer entlang der Straße, die die Aldeia durchquert und am südwestlichen Ende von Ort und Aldeia nach Norden abbiegt, in Richtung Bematua, im Suco Dare (Gemeinde Dili). Im Zentrum der Aldeia, nordöstlich von Borolete befindet sich das Nachbardorf Ornai.
In Borolete stehen das Gabriel-de-Deus-Monument und die Kapelle São José Operário.
Westlich des Dorfes befindet sich der Wasserfall Tuda Tiris (Be Tuda Tiris).